# Sabanilla (Montes de Oca)
Sabanilla è un distretto della Costa Rica facente parte del cantone di Montes de Oca, nella provincia di San José.